# NGC 1168
NGC 1168 је спирална галаксија у сазвежђу Ован која се налази на NGC листи објеката дубоког неба.
Деклинација објекта је + 11° 46' 20" а ректасцензија 3h 0m 47,0s. Привидна величина (магнитуда) објекта NGC 1168 износи 14,3 а фотографска магнитуда 15,1. NGC 1168 је још познат и под ознакама UGC 2476, MCG 2-8-47, CGCG 440-42, KCPG 85B, PGC 11378.